# Jean Genet
|  | Per a altres significats, vegeu «Jean-Pierre Genet». |

Jean Genet (París, 9 de desembre de 1910 - París, 15 d'abril de 1986) va ser un novel·lista, dramaturg i poeta francès. El 1983 fou guardonat amb el Grand Prix des Lettres Françaises. Està enterrat a l'antic cementeri espanyol de Larraix, Marroc, en una bonica i austera tomba enfront de l'oceà Atlàntic.
De pare desconegut, sa mare el va lliurar a l'assistència pública que el va mantenir fins als vuit anys. Dels vuit als deu anys va viure amb uns llauradors de Morvan als que va fer víctimes dels seus primers robatoris. Descobert i acusat, a l'edat de deu anys, Genet es va convertir en un autèntic lladre, va passar la seva adolescència en presons juvenils i més tard va acabar prostituint-se. El 1943 va ser condemnat a cadena perpètua i a partir de llavors va començar a escriure.
Les seves novel·les i obres teatrals estan plenes de situacions sexuals i temes que tracten sobre proxenetes, lladres, homosexuals i altres marginats socials, reflectint la seva pròpia experiència com a pres i homosexual. Jean-Paul Sartre, Jean Cocteau i Pablo Picasso van trobar la seva obra tan brillant que van demanar que se li concedís l'indult i la seva condemna va ser finalment revocada el 1948.
Del 1954 al 1956 va ser novament condemnat a uns mesos de presó per atemptat contra el pudor i per pornografia. El compromís polític de Genet el dugué a donar suport als Panteres Negres i a l'OAP. En la seva obra pòstuma Un captiu enamorat, editada per Gallimard l'any 1986, Genet recull textos elaborats durant la seva estada a Jordània i Líban al costat dels fedaïns.
Quan es trobava a Beirut, va ser un dels primers europeus a entrar al camp de refugiats palestins de Xatila on tan sols hores abans els falangistes (kataeb) libanesos, amb el suport de l'exèrcit israelià, acabaven d'assassinar la majoria dels seus indefensos habitants. El resultat d'aquesta visita és el seu text 4 hores a Xatila publicat censurat a la Revue d'Etudes palestiniennes en el seu número de gener de 1983.
El 1984 l'Acadèmia Francesa li va concedir el Premi Nacional de Literatura. Va morir l'abril de 1986 gairebé oblidat.

## Obres
Des de l'any 1940 al 1946, va escriure les seues primeres obres a les presons de Fresnes, de Tourelles, i de la Santé. La seua primera novel·la, considerada la seua millor obra va ser La Mare de Déu de les flors (1944). Hi descriu un viatge a través del món de l'hampa parisenca. En El miracle de la rosa (1946), escriu sobre la seua vida a la presó, on torna a trobar-se amb antics amants de les presons juvenils.
Novel·les
- La Mare de Déu de les flors (1944)
- El miracle de la rosa (1946)
- Pompes fúnebres (1947)
- Querella de Brest (1947)
- Diari del lladre [Journal du voleur, 1949]. Barcelona: Edicions 62, 1993

Teatre
- Les criades (1947)
- Estricta vigilància [Haute surveillance, 1949]. Barcelona: Edicions 62, 1983
- El balcó (1956)
- Els negres [Les nègres, 1959], Barcelona: Edicions 62, 1993.
- Els biombos (1961)

Textos
- Un captiu enamorat [Un captif amoureux, 1986]. Barcelona: Editorial Pòrtic, 1988
- El funàmbul; L’infant criminal [Le fumanbule; L’infant criminal, 1983]. Barcelona: Edicions 62, 1996.

Poesia
- El condemnat a mort (1942)

Pel·lícules
- Un cant d'amor (Un chant d'Amour) (1950)

Sobre Jean Genet
- Sant Genet comediant i màrtir, per Jean-Paul Sartre
- Querella de Brest la versió cinematogràfica del qual va ser l'últim llargmetratge de Rainer Werner Fassbinder
- La pel·lícula Poison de Todd Haynes (1991) també es va basar en l'obra de Genet
- La cançó Jean Genie de David Bowie està basada en ell